# Buchbach, Bayern
Buchbach är en köping (Markt) i Landkreis Mühldorf am Inn i Regierungsbezirk Oberbayern i förbundslandet Bayern i Tyskland.